# Syconycteris australis
Syconycteris australis é uma espécie de morcego da família Pteropodidae. Pode ser encontrada na Indonésia, Papua-Nova Guiné e Austrália.